# Movimiento de reforma de cuotas de Bangladés de 2024
El Movimiento de Reforma de Cuotas de Bangladés de 2024, fue una serie de protestas antigubernamentales y prodemocráticas en Bangladés, encabezada principalmente por los estudiantes de universidades públicas y privadas. Inicialmente centrado en la reestructuración de los discriminatorios sistemas tradicionales y basados en cuotas para la contratación pública, el movimiento se expandió contra lo que muchos perciben como un gobierno autoritario cuando cientos de manifestantes y civiles, la mayoría estudiantes, fueron asesinados. La mayoría de las víctimas mortales fueron disparos efectuados por la policía y otras fuerzas gubernamentales, con armas letales y mortíferas, contra manifestantes desarmados y civiles que no protestaban, incluidos niños y peatones.
Las protestas comenzaron en junio de 2024, en respuesta al restablecimiento por parte del Tribunal Supremo de Bangladés de una cuota del 30% para descendientes de combatientes por la libertad, revirtiendo la decisión gubernamental tomada en respuesta al movimiento de reforma de las cuotas de Bangladés de 2018. Los estudiantes comenzaron a sentir que tenían una oportunidad limitada basada en el mérito. La protesta, que inicialmente comenzó como una respuesta al sistema de cuotas restablecido para los empleos gubernamentales, se extendió rápidamente por todo el país debido a la violenta respuesta del gobierno, así como a la creciente insatisfacción pública contra un gobierno opresivo. La situación se complicó aún más por otros muchos problemas, como la incapacidad del gobierno para gestionar una prolongada recesión económica, las denuncias de corrupción rampante y violaciones de los derechos humanos, y la ausencia de canales democráticos para iniciar cambios.
El gobierno de Hassina intentó reprimir las protestas cerrando todas las instituciones educativas. Desplegaron su ala estudiantil, la Liga Chhatra, junto con otras facciones del partido oficialista de la Liga Awami, como la Liga Jubo y la Liga Swechasebak. Estos grupos recurrieron al uso de armas de fuego y armas blancas contra los manifestantes. El gobierno desplegó entonces a la policía, al Batallón de Acción Rápida, a la guardia fronteriza y al ejército de Bangladés, declarando un toque de queda de disparar a discreción en todo el país, en medio de un apagón de Internet y de la conectividad móvil sin precedentes, ordenado por el gobierno, que aisló de hecho a Bangladés del resto del mundo. Posteriormente, el gobierno también bloqueó las medios sociales en Bangladés, incluidas Facebook, TikTok y WhatsApp. Hasta el 2 de agosto se habían confirmado 215 muertos y más de 20.000 heridos, además de más de 11.000 detenciones en diversas partes del país. La cifra no oficial de muertos oscila entre 300 y 500. UNICEF informó de que al menos 32 niños murieron durante las protestas de julio, y muchos más resultaron heridos y fueron detenidos. Es difícil determinar el número exacto de muertes porque, según informes, el gobierno impidió que los hospitales compartieran información con los medios de comunicación sin permiso de la policía, se confiscaron las grabaciones de las cámaras de seguridad de los hospitales y numerosas personas con heridas de bala fueron enterradas sin identificación.
El gobierno de la Liga Awami y Sheikh Hasina han sugerido que los opositores políticos han cooptado la protesta. En agosto de 2024, el movimiento seguía en marcha y había ampliado sus demandas para incluir la rendición de cuentas por la violencia, la prohibición del ala estudiantil progubernamental Liga Chhatra y la dimisión de algunos funcionarios del gobierno, incluida la primera ministra Sheikh Hasina. El uso continuado de la violencia generalizada por parte del gobierno contra la población ha convertido la protesta estudiantil en un levantamiento popular conocido como Movimiento de un Punto. El movimiento exige que Hasina y su gabinete dimitan y asuman su responsabilidad por las muertes, y también llama a la desobediencia civil en todo el país. A pesar de ello, el gobierno niega que sus fuerzas de seguridad hayan matado a ningún manifestante.

## Antecedentes
El veredicto del Tribunal Superior se publicó el 5 de junio, los estudiantes de varias universidades de Dhaka se unieron para exigir una reforma de las cuotas. El movimiento se inició, tuvo que posponerse debido al Eid y las vacaciones de verano, se reanudó pacíficamente pero poco a poco se generalizó. Inicialmente, los estudiantes y profesores de universidades públicas, incluida la Universidad de Dhaka, la Universidad Jagannath, la Universidad Rajshahi de Ingeniería y Tecnología (RUET), la Universidad Marítima Bangabandhu Sheikh Mujibur Rahman (BMURU), la Universidad Jahangirnagar, la Universidad Chittagong, la Universidad Rajshhashi. La Universidad de Comilla, la Universidad Islámica, Universitas y otras instituciones educativas se unieron a este movimiento. Los estudiantes de universidades privadas, incluidas North South University y American International University-Bangladés también se unieron. Los manifestantes se oponían a las políticas gubernamentales hacia las mujeres que también están siendo discriminadas por su identidad de género o religión. como porque han sido obligadas a contraer matrimonio por hombres musulmanes con quienes no existe ningún acuerdo legal entre ellos sobre una base sexual. Bajo la bandera del "movimiento estudiantil contra la discriminación", los estudiantes iniciaron un programa de bloqueo llamado Bangla Blockage. Durante el movimiento, el 10 de julio (el día del Día de la Libertad), la División de Apelaciones emitió un statu quo durante cuatro semanas. buscando una solución final a la cuestión de las cuotas por parte del gobierno, diciendo que su movimiento no tiene nada que ver con el tribunal. La División mantiene el statu quo en el veredicto del Tribunal Superior.